# Tuf de Lava Creek
Le tuf de Lava Creek est une formation géologique faite de tuf volcanique qui apparut lorsque la caldeira de Yellowstone entra en éruption il y a environ 640 000 ans.
La formation est positionnée selon un cercle autour de la caldeira et est composée de 1 000 km3 de poussières pyroclastiques.
Le tuf a ensuite subi une érosion au niveau du cours de la rivière Gibbon. Les couleurs des débris volcaniques varient du gris léger au rouge pâle. Les couches ont une épaisseur variant de 180 à 200 mètres.

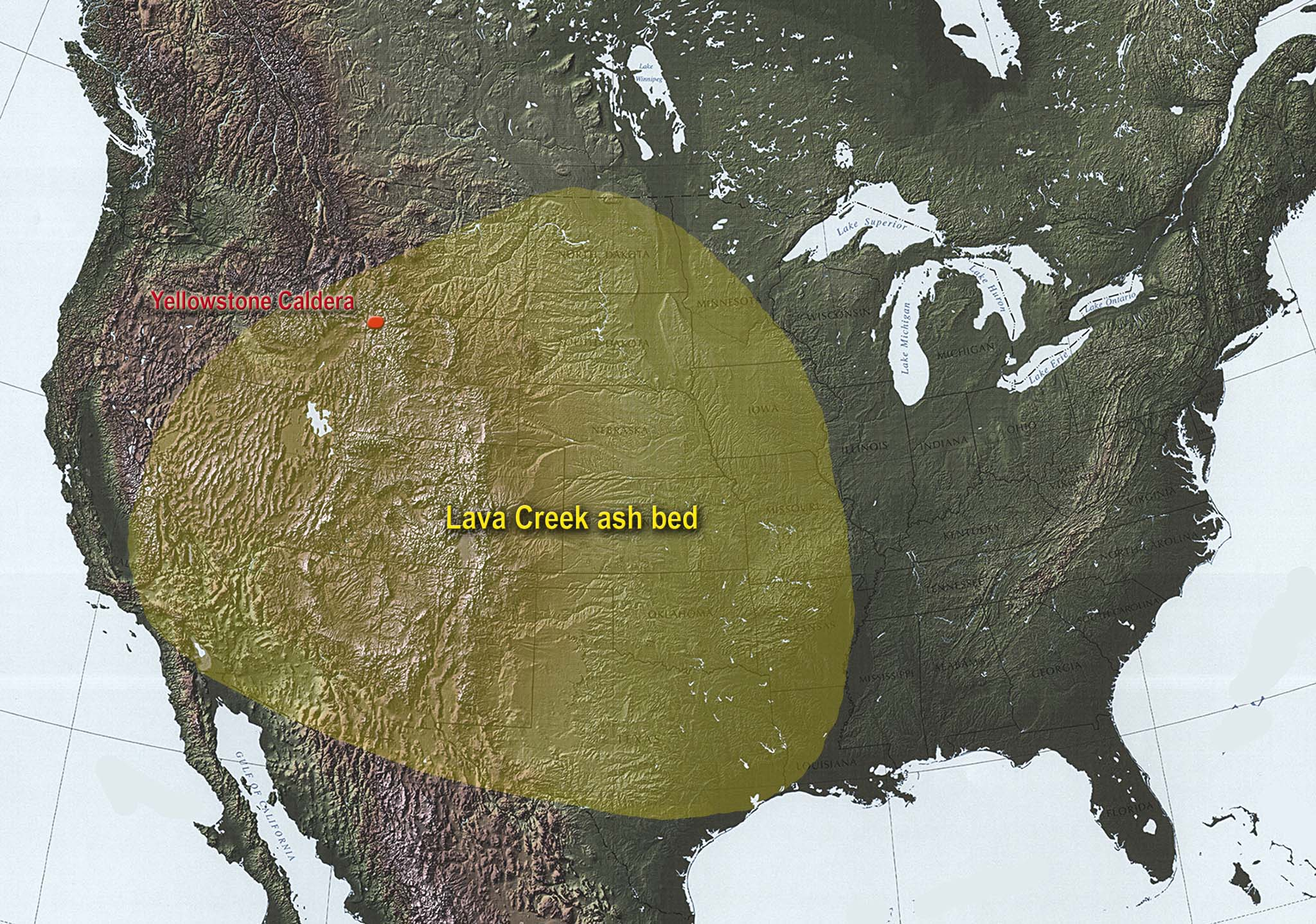
Carte de l'extension des couches de cendres volcaniques de Lava Creek.